# Jitka Chlastáková
Jitka Chlastáková (* 13. Oktober 1993 in Mělník) ist eine tschechische Fußballspielerin und ehemalige A-Nationalspielerin. Seit ihrem Weggang von den Western Sydney Wanderers im Jahr 2023 ist sie ohne Verein.

## Karriere

### Vereine
Chlastáková begann im Jahr 2002 für den in Řepín im Bezirk Mělník ansässigen Telovýchovná jednota Řepín mit dem Fußballspielen. Nach zweijähriger Zugehörigkeit spielte sie drei Jahre lang für den FK Mělník, danach jeweils eine Saison für den FC Mělník und für die weibliche Jugendmannschaft von Sparta Prag. Bereits im Alter von 15 Jahren gehörte sie der ersten Frauenfußballmannschaft von Sparta Prag an – bis zum Saisonende 2013/14.
Über ein Leihgeschäft spielte sie in der Rückrunde der Saison 2013/14 für den FK Bohemians Prag.
Zum Stadt- und Ligarivalen Slavia Prag gewechselt, spielte sie für diesen von 2014 bis 2019 in der I. liga žen, die höchste Spielklasse im tschechischen Frauenfußball. Auch in dieser Zeit wurde eine Ausleihe vereinbart, sodass sie im Jahr 2018 für den FK Dukla Prag  aktiv war und ein Tor in sechs Punktspielen erzielte.
Die Möglichkeit, das erste Mal im Ausland spielen zu können, reizte und nutzte sie gleichermaßen. Der seinerzeitige Bundesligist FF USV Jena hatte sie für die Saison 2019/20 unter Vertrag genommen. Für den Verein bestritt sie vom Saisonstart am 17. August bis zum 1. März 2020 (16. Spieltag) 14 Punktspiele, in denen sie zwei Tore erzielte. Sie wurde zudem auch in einem Spiel im Wettbewerb um den DFB-Pokal eingesetzt.
Nach Abschluss der Saison – ihre Mannschaft stieg in die 2. Bundesliga ab – kehrte sie nach Tschechien zurück. Von 2020 bis 2022 war sie ein zweites Mal Spielerin von Sparta Prag – für den sie in 23 Punktspielen wirkte und neun Tore erzielte – bevor sie sich ein zweites Mal ins Ausland begab.
Am 25. November 2022 wurde sie vom australischen Erstligisten Western Sydney Wanderers mit sofortiger Wirkung verpflichtet, für den sie nur einen Tag später ihr Pflichtspieldebüt (1. bis 45. Minute) gab. Mit ihrer Mannschaft war sie am zweiten Spieltag der A-League Women bei den Newcastle United Jets mit 2:4 unterlegen und am 5. März 2023 (16. Spieltag) kam sie das letzte Mal, beim 1:1-Unentschieden im Auswärtsspiel gegen Perth Glory, zum Zuge.

### Nationalmannschaft
Chlastáková debütierte als Nationalspielerin für den FAČR in der U19-Nationalmannschaft. Sie wurde im Zeitraum vom 3. August 2010 bis zum 5. April 2012 in elf Länderspielen eingesetzt. Bei ihrem Debüt in Třeboň gegen die U19-Nationalmannschaft Österreichs wurde diese im Freundschaftsspiel mit 2:1 bezwungen. Danach bestritt sie acht EM-Qualifikationsspiele (ihr erstes am 13. September 2010) und zwei Freundschaftsspiele gegen die Schweizer U19-Nationalmannschaft.
Für die A-Nationalmannschaft bestritt sie 56 Länderspiele, in denen ihr sechs Tore gelangen; sie wurde in den Spieljahren 2012 bis 2019 und in den Spieljahren 2021 bis 2023 eingesetzt. Sie bestritt elf WM- und zehn EM-Qualifikationsspiele, kam zweimal im Turnier um den Balaton-Cup und 20 Mal im Turnier um den Zypern-Cup (2015 – 2019) zum Einsatz wie auch in jeweils einem Spiel um den SheBelieves Cup 2022 (1:2 vs. Island am 20. Februar in Carson) und um den Cup of Nations 2023 (0:4 vs. Australien am 16. Februar in Gosford). In Freundschaftsspielen wurde sie elfmal eingesetzt, wobei sie ihr erstes am 22. Juni 2013 in Trzebnica bei der 0:4-Niederlage gegen die Nationalmannschaft Polens bestritt und ihr letztes am 17. Juni 2019 in Chomutov beim 1:0-Sieg über die Nationalmannschaft Russlands.
Ihr erstes Länderspieltor erzielte sie mit dem 1:0-Siegtreffer in der 67. Minute über die Nationalmannschaft Südafrikas am 9. März 2015 in Paralimni im letzten Spiel der Gruppe C im Turnier um den Zypern-Cup. Auch ihr letztes Länderspieltor gelang in diesem Turnier; es war der Treffer zum 1:1 in der 48. Minute bei der 1:2-Niederlage gegen die Nationalmannschaft Mexikos im Spiel um Platz 5 am 6. März 2019 in Paralimni.

## Erfolge
Nationalmannschaft
- Vierte Zypern-Cup 2016

Sparta Prag
- Tschechische Meisterin: 2012, 2013, 2021
- Tschechische Pokalsiegerin: 2012, 2013

Slavia Prag
- Tschechische Meisterin: 2015, 2016, 2017
- Tschechische Pokalsiegerin: 2016